# Wapen van Zuid-Korea

Wapen van Zuid-Korea.

Het wapen van Zuid-Korea bevat het Yin yang-symbool zoals dat in de Zuid-Koreaanse vlag staat, omringd door vijf gestileerde bloembladeren en een lint met daarop in het Koreaans (Hangulschrift) de naam van het land.
De rode en blauwe cirkel wordt Taeguk genoemd, de oorsprong van alle dingen in het heelal. Het blauw (Eum) vertegenwoordigt de negatieve aspecten van Taeguk. Het rood (Yang) beschrijft de positieve aspecten. Samen vertegenwoordigen zij een ononderbroken beweging binnen de oneindigheid.
Afghanistan · Armenië · Azerbeidzjan · Bahrein · Bangladesh · Bhutan · Brunei · Cambodja · China: Volksrepubliek / Republiek (Taiwan) · Cyprus · Filipijnen · Georgië · India · Indonesië · Irak · Iran · Israël · Japan · Jemen · Jordanië · Kazachstan · Kirgizië · Koeweit · Laos · Libanon · Malediven · Maleisië · Mongolië · Myanmar · Nepal · Noord-Korea · Oezbekistan · Oman · Oost-Timor · Pakistan · Palestina · Qatar · Rusland · Saoedi-Arabië · Singapore · Sri Lanka · Syrië · Tadzjikistan · Thailand · Turkmenistan · Turkije · Verenigde Arabische Emiraten · Vietnam · Zuid-Korea

Afhankelijke gebieden: Hongkong · Macau

Betwiste gebieden: Noord-Cyprus